# Maraština
Maraština (Rukatac, Maraškin, Mareština, Krizol, Višana) se smatra autohtonom dalmatinskom sortom, iako je identična talijanskoj sorti Malvasia Lunga.
Možemo ju pronaći u vinogorjima od Prevlake do hrvatskog primorja, a nešto više na otocima Korčuli, Lastovu i poluotoku Pelješcu.
Osjetljiva je na pepelnicu, a služi za popravak kakvoće bijelih vina.

## Vanjske poveznice
- Mali podrum  Arhivirana inačica izvorne stranice od 28. rujna 2007. (Wayback Machine) - Maraština; hrvatska vina i proizvođači
- The Croatian Vitis and Vinifera Database  Arhivirana inačica izvorne stranice od 16. kolovoza 2007. (Wayback Machine) - Maraština